# Wilhelm K. Essler

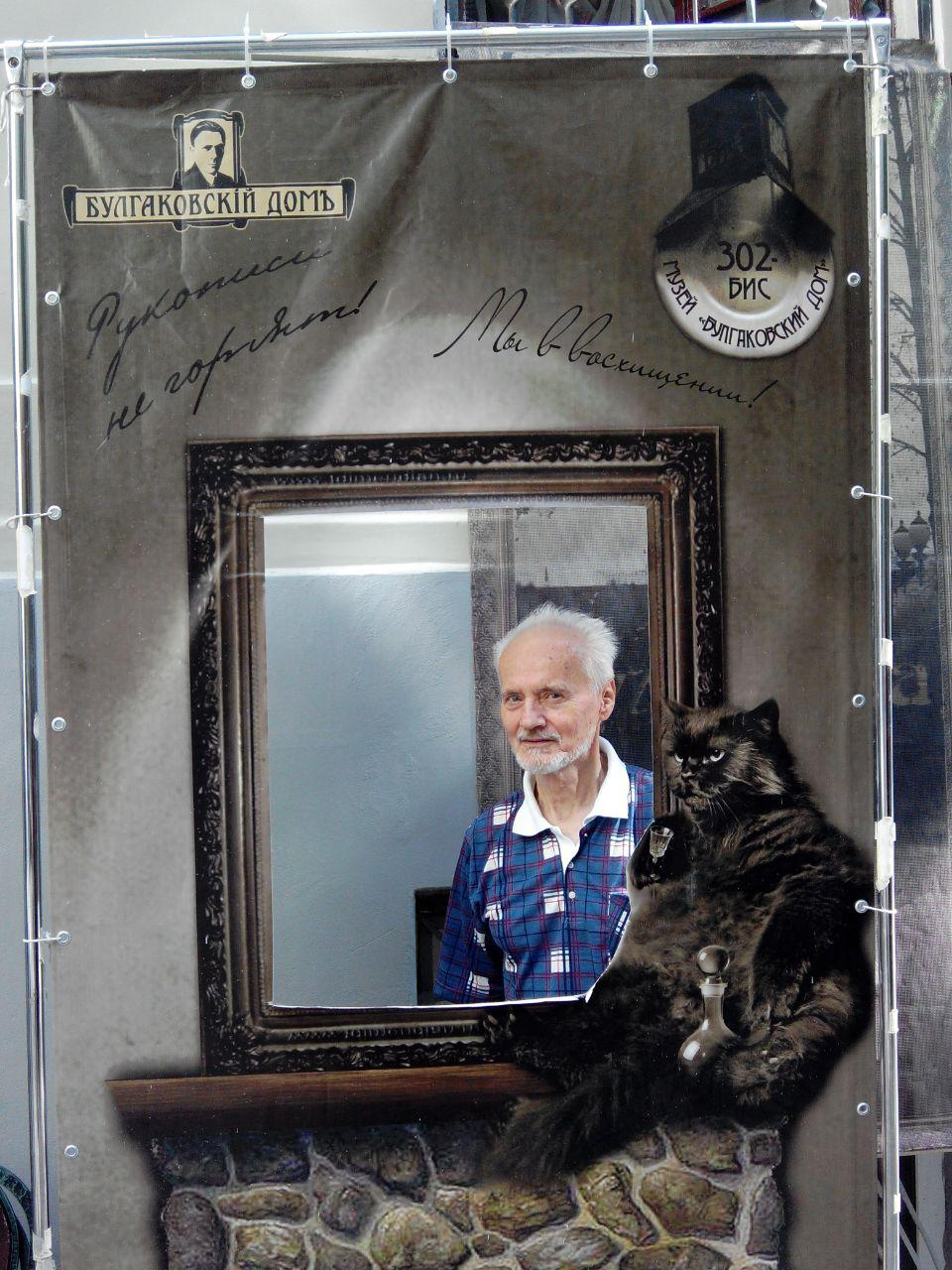
Wilhelm K. Essler (2016)

Wilhelm K. Essler (* 27. April 1940 in Groß Glockersdorf, Landkreis Troppau, Deutsches Reich) ist ein deutscher Philosoph. Er ist Emeritus für Philosophie, Logik und Wissenschaftstheorie an der Goethe-Universität Frankfurt am Main.

## Leben
Wilhelm K. Essler wuchs auf als drittes Kind des Schneidermeisters Franz Essler und seiner Ehefrau Anna, geb. Schnörch. Er ist seit 1964 mit Uta, geb. Wieland verheiratet und hat mit ihr die Töchter Gabriele und Ulrike.
1959 bis 1963 studierte Essler in München an der Ludwig-Maximilians-Universität Germanistik, Geschichte, Philosophie, Logik, Wissenschaftstheorie und Pädagogik. 1964 promovierte er dort in Philosophie mit »Untersuchungen zu den Grundlagen und Voraussetzungen der induktiven Logik«. Anschließend bekam er einen Lehrauftrag für Logik. 1968 habilitierte sich Essler in München für die Fächer Logik und Wissenschaftstheorie und wurde Privatdozent. 1971 bis 1974 vertrat er Philosophie-Lehrstühle an den Universitäten Tübingen, Trier und Hamburg. 1975 wurde Essler in München zum außerplanmäßigen Professor ernannt, 1976 seine Lehrbefugnis auf Philosophie, Logik und Wissenschaftstheorie erweitert. Nach einer Lehrstuhlvertretung an der Johann-Wolfgang-Goethe-Universität in Frankfurt a. M. war er dort von 1979 bis zu seiner Emeritierung 2005 ordentlicher Professor für Philosophie, Logik und Wissenschaftstheorie.
1969 bis 1974 arbeitete Essler für eine Neugründung der Zeitschrift »Erkenntnis. An International Journal for Analytical Philosophy«, die von 1930 bis 1938 in Fortführung der Annalen der Philosophie von Hans Reichenbach und Rudolf Carnap geleitet und dann eingestellt worden war. Von 1974 bis 2006 war Essler zunächst gemeinsam mit Carl G. Hempel und Wolfgang Stegmüller, später mit Wolfgang Spohn und Patrick Suppes Herausgeber der »Erkenntnis«. Die Leitung der Redaktion oblag ihm von 1974 bis 1988.
Auch nach der Emeritierung forscht und lehrt Essler weiter an der Johann-Wolfgang-Goethe-Universität. 1989 wurde er Mitglied des Institut International de Philosophie (IIP) in Paris, 2003 Mitglied und Präsident der Lauener-Stiftung in Bern. Essler hielt auch eine Reihe von Vorträgen zur Philosophie des Buddhismus: 2005 an der Stanford University in Stanford CA (USA), und 2008 an der Universidad de Puerto Rico in Mayagüez/PR (Puerto Rico). Dort schloss sich 2009 eine Gastprofessur an. 2014 hielt Essler Vorträge in China an der Sun-Yat-sen University zu Guangzhou und an der Macau University zu Macau.

## Forschung und Lehre
Schwerpunkte von Esslers Forschen und Lehren sind die Analytische Philosophie, die Wissenschaftstheorie und die Logik einschließlich der Meta-Logik; dies mit festen Bezug zur Geschichte der Philosophie. Dabei hat sich Essler vor allem mit Immanuel Kant, David Hume, Aristoteles und Platon beschäftigt. Von der altgriechischen Philosophie führte ihn der Weg zu den altindischen Philosophen, zum Ur-buddhismus und zu den vorbuddhistischen Philosophien. Aus dem Verständnis zum Buddhismus ist ihm auch eine besondere Zuneigung zur japanischen Schwertkunst Iaidō erwachsen.

## Publikationen (Auswahl)
- Einführung in die Logik. Kröner, Stuttgart 1966. 2., erw. Aufl. 1969.
- Induktive Logik. Grundlagen und Voraussetzungen. Alber, Freiburg / München 1970, ISBN 978-3-495-47196-8.
- Wissenschaftstheorie I bis IV. (Kolleg Philosophie), Alber, Freiburg / München.
  - I: Definition und Reduktion. 1970. 2., bearb. Auflage 1982, ISBN 978-3-495-47511-9.
  - II: Theorie und Erfahrung. 1971, ISBN 978-3-495-47232-3.
  - III: Wahrscheinlichkeit und Induktion. 1973, ISBN 978-3-495-47233-0.
  - IV: Erklärung und Kausalität. 1979, ISBN 978-3-495-47234-7.
- Analytische Philosophie I. Methodenlehre, Sprachphilosophie, Ontologie, Erkenntnistheorie. Kröner, Stuttgart 1972, ISBN 978-3-520-44001-3.
- mit Joachim Labude und Stefanie Ucsnay: Theorie und Erfahrung. Eine Einführung in die Wissenschaftstheorie. Alber, Freiburg / München 2000, ISBN 978-3-495-47972-8.
- Grundzüge der Logik. Klostermann, Frankfurt am Main.
  - Teil 1. Das logische Schließen. 5., neu bearb. und erw. Aufl. 2001, ISBN 978-3-465-03164-2.
  - Teil 2. Klassen, Relationen, Zahlen. Mit Elke Brendel unter Mitwirkung von Joachim Labude. 4., neu bearb. u. erw. Aufl. 1993, ISBN 978-3-465-02626-6.
- mit Ulrich Mamat: Die Philosophie des Buddhismus. Wiss. Buchgesellschaft, Darmstadt 2006, ISBN 978-3-534-17211-5.
- mit Wolfgang Röd: Die Philosophie der neuesten Zeit (= Geschichte der Philosophie, Band XIV). Verlag C. H. Beck, München 2019, ISBN 978-3-406-70583-0.
- Elektronisch verbreitete Texte

## Festschrift
- Elke Brendel und Rainer Trapp (Hrsg.): Festschrift in hounour of Wilhelm K. Essler on the occasion of his sixtieth birthday. Erkenntnis 2001, Vol, 54, Num 1. Dordrecht: Springer  ISSN 0165-0106